# Арифметика (Диофант)
«Арифметика» (др.-греч. Ἀριθμητικά) — древнегреческая рукопись по математике, созданная математиком Диофантом в III веке нашей эры. Это собрание 130 алгебраических задач с решениями определённых (имеющих одно решение) и неопределённых уравнений.
Уравнения в книге сейчас называются «диофантовыми уравнениями». Метод для их решения известен как Диофантов анализ. Большая часть задач «Арифметики» ведёт к квадратичным уравнениям.
Чтение перевода книги Диофанта вдохновило Пьера Ферма предложить Великую теорему Ферма на полях его экземпляра «Арифметики», где указывается, что уравнение {\displaystyle x^{n}+y^{n}=z^{n}}, где {\displaystyle x}, {\displaystyle y}, {\displaystyle z} и {\displaystyle n} — ненулевые целые числа, не имеет решений при {\displaystyle n} больше 2.

«Арифметика» стала известна мусульманским математикам в X веке, когда Абу-л-Вафа перевёл её на арабский язык.

### История

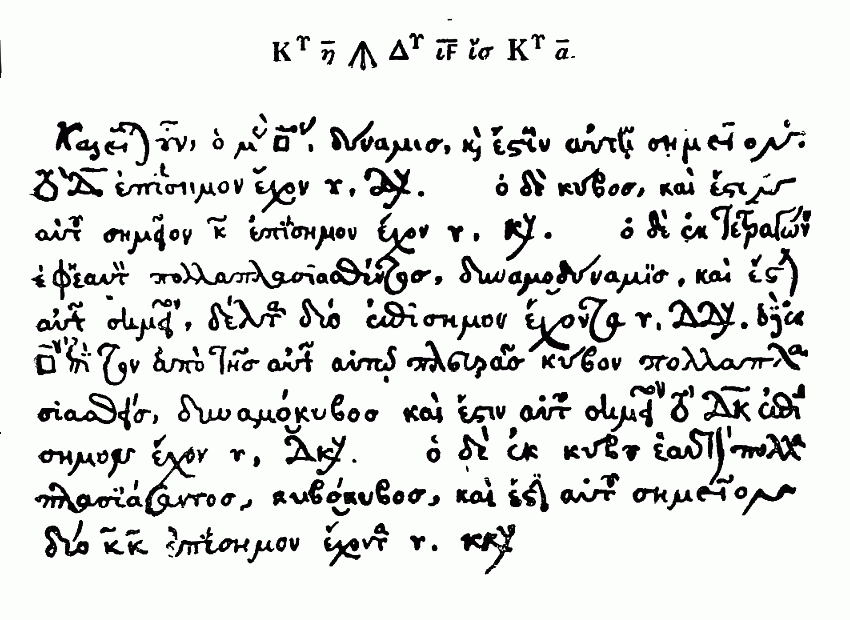
Лист из Арифметики (рукопись XIV века). В верхней строке записано уравнение:.

Первоначально «Арифметика» была написана в тринадцати книгах, но дошедшие до наших дней греческие рукописи содержат не более шести книг. В 1968 году турецкий историк, профессор Фуат Сезгин нашёл четыре ранее неизвестные книги по арифметике в святилище Имама Резы в городе Мешхед на северо-востоке Ирана. Считается, что эти четыре книги были переведены с греческого на арабский Кустой ибн Лукой (820—912).